# Christophe Gans
Christophe Gans (n. 11 martie 1960, Antibes) este un regizor, scenarist și producător francez.

## Tinerețe
Christophe Gans și-a arătat pasiunea pentru filme din tinerețe. Când era adolescent, a făcut mai multe filme samurai și kung fu cu prietenii săi. La sfârșitul anilor 1970, a înființat revista "Rhesus Zero" despre filme de categoria B. În 1980, a studiat la scoală cinematografică franceză Idhec si a regizat scurt-metrajul "Silver Slime", un omagiu adus lui Mario Bava. În 1982, a înființat revista "Starfix" și a apărat regizori precum David Cronenberg, Dario Argento, Russel Mulcahy, David Lynch, John Carpenter sau Sergio Leone.
S-a hotărât să facă filme și a regizat una dintre cele trei părți ale filmului Necromicon, "Înnecatul", apoi a făcut "Eliberatorul" (Crying Freeman). Gans a făurit colecția video "HK", dedicată filmelor din Hong Kong. A lucrat doi ani la o adaptare liberă a cărții "20.000 de leghe sub mări", dar proiectul a eșuat. În 1999, i s-a cerut să facă Frăția lupilor, despre Bestia din Gévaudan, un animal necunoscut care a omorât mai mult de o sută de oameni în Franța la sfârșitul secolului al 18-lea. Filmul a fost lansat în ianuarie 2001 și a fost un mare succes.
A încercat să convingă Corporația Konami să-i dea drepturi de a face o adaptare cinematografică a seriei de jocuri Silent Hill cinci ani. I-a convins după ce le-a trimis un interviu în care spunea cât de mult înseamnă seria pentru el împreună cu scene filmate din proprii săi bani. 

## Filmografie
| An   | Film                 | Credited as | Credited as | Credited as | Credited as        | Note                  |
| An   | Film                 | Regizor     | Scenarist   | Producător  | Coreograf de luptă | Note                  |
| ---- | -------------------- | ----------- | ----------- | ----------- | ------------------ | --------------------- |
| 1981 | Silver Slime         | Da          | Da          |             |                    | Film scurt            |
| 1993 | Necronomicon         | Da          |             |             |                    | A regizat prima scenă |
| 1995 | Eliberatorul         | Da          | Da          |             | Da                 |                       |
| 2001 | Frăția lupilor       | Da          | Da          |             |                    |                       |
| 2004 | Saint Ange           |             |             | Da          |                    |                       |
| 2006 | Silent Hill          | Da          | Da          |             |                    |                       |
| 2014 | Beauty and the Beast | Da          | Da          |             |                    | [ 10 ]                |